# Teatro Bolshoi Kamenni
O Teatro Imperial Bolshoi Kamenni de São Petersburgo, mais popularmente conhecido como Teatro Bolshoi Kamenni (em russo:  Большой Каменный Театр, (lit. Grande Teatro de Pedra) foi um grande teatro em São Petersburgo, na Rússia. 
Ele foi construído em 1783, com um design neoclássico de Antonio Rinaldi, como o Teatr Kamenni (Teatro de Pedra). A ópera Il mondo della luna, de Giovanni Paisiello, foi apresentada em sua inauguração, em 24 de setembro do mesmo ano. Ele foi reconstruído em 1802 de acordo com projetos do arquiteto Thomas de Thomon, e rebatizada Bolshoi. Poucos anos depois, em 1811, ele foi consumido em um incêndio, depois restaurado em 1818 e modificado entre 1826 e 1836, por Alberto Cavos, a fim de acomodar máquinas mais modernas.
Até 1886, o Teatro Bolshoi Kamenni era o principal teatro do Balé Imperial e da Ópera Imperial Russa. Foi lá que estrearam as primeiras óperas russas - Uma vida para o czar e Ruslan e Liudmila, de Glinka. Embora o teatro incluísse muitas das grandes óperas russas em seu repertório, muitas das obras de Tchaikovski, Mussorgski e Rimski-Korsakov receberam suas estreias mundiais no palco do Teatro Imperial Mariinski. Muitos dos grandes balés do século XIX de Marius Petipa e Arthur Saint-Léon foram apresentados pela primeira vez no palco do Teatro Bolshoi Kamenni. 
Em 1886, o prédio foi declarado inseguro e, a pedido do diretor de teatro, Ivan Vsevolojski, as apresentações de balé e ópera mudaram-se para o Teatro Imperial Mariinski, onde permaneceram desde então. O Imperial Bolshoi Kamenny Theatre foi então demolido para dar lugar ao Conservatório de São Petersburgo. As únicas seções sobreviventes do teatro original são a grande escadaria e o patamar, preservados no edifício do conservatório. 

## Estreias notáveis
Óperas
- Uma vida para o czar (1836) - Mikhail Glinka
- Ruslan e Liudmila (1842) - Mikhail Glinka
- La forza del destino (1862) - Giuseppe Verdi

Balés
- Filha do Faraó (1862) - coreografia Marius Petipa, música Cesare Pugni
- A Beleza do Líbano ou O Espírito da Montanha, coreografia Marius Petipa música Cesare Pugni.
- O Pequeno Cavalo Corcunda (1864) - coreografia Arthur Saint-Léon, música Cesare Pugni
- La Bayadère (1877) - coreografia Marius Petipa, música Ludwig Minkus